# Aderus maculicollis
Aderus maculicollis é uma espécie de inseto besouro da família Aderidae. Foi descrita cientificamente por Maurice Pic em 1897.

## Distribuição geográfica
Habita no México.